# Leandro Machado
Leandro Altair Machado (* 15. Juli 1963 in Sapiranga) ist ein ehemaliger brasilianischer Fußballtrainer.

## Karriere
2003 wurde Machado beim japanischen Erstligisten Tokyo Verdy als Trainer eingestellt. Im 2008 trainierte er beim brasilianischen Zweitligisten Criciúma EC und Erstligisten Náutico Capibaribe. Danach trainierte er bei Joinville EC, Veranópolis ECRC, Campinense Clube und CE Aimoré.